# نمی‌توانی به‌تنهایی خود را نجات دهی
نمی‌توانی به‌تنهایی خود را نجات دهی (ایتالیایی: Nessuno si salva da solo) یک فیلم درام و کمدی به کارگردانی سرجو کاستلیتو است که در سال ۲۰۱۵ منتشر شد. از بازیگران آن می‌توان به ریکاردو اسکامارچو، یاسمینه ترینکا، آنخلا مولینا، آنا گالینا، والنتینا چنی، مارینا روکو و ماسیمو بونتی اشاره کرد.